# Камбоджийско-тайский пограничный конфликт (2008)
Камбоджийско-тайский пограничный конфликт — серия вооружённых столкновений, произошедших летом-осенью 2008 года на тайско-камбоджийской границе. Конфликт начался между королевствами Камбоджа и Таиланд вследствие вековых споров за области вблизи храмового комплекса Прэахвихеа и после зачисления ЮНЕСКО 7 июля 2008 года храмового комплекса в список всемирного наследия, расположенного между тайской провинцией Сисакет и округом Тьоамксан провинции Оддармеантьей в Камбодже, где Таиланд утверждает, что установление границ ещё не было закончено для внешних частей области, оценённой Международным судом ООН в 1962 году.
Теперь спор распространился на храмовый комплекс Та Моан Тхом, что между провинциями Сурин и Оддармеантьей. Кроме того, историки и учёные ожидают, что этот конфликт перекинется на храмовый комплекс Сдок Как Том, в настоящее время расположенный в границах города Араньяпратета, провинция Сакэу, Таиланд.

## История
В 1904 году специальная комиссия провела границу между Таиландом (в то время Сиам) и Французским Индокитаем, в результате чего Преах Вихеар оказался на территории Сиама, но после составления более точной карты храмовый комплекс был отнесён к территории Камбоджи. После ухода французских колонизаторов Таиланд в 1954 году оккупировал храмовый комплекс. После долгих рассмотрений 15 июня 1962 года Международный суд ООН постановил, что храм принадлежит Камбодже, но это не привело к разрешению конфликта.
В 2007 году правительства двух стран договорились, что Камбоджа даст заявку на включение храмового комплекса в список всемирного наследия ЮНЕСКО при поддержке Таиланда, но она вскоре отозвала свою заявку. Несмотря на это, 7 июля 2008 года ЮНЕСКО включило Преах Вихеар в список Всемирного наследия ЮНЕСКО в качестве объекта, находящегося на территории Камбоджи.

## Хронология конфликта

### Нагнетание напряжённости
15 июля 2008 года три подданных Таиланда предприняли попытку проникнуть на территорию храма и провозгласить над ним суверенитет Таиланда, но они были арестованы. Несмотря на то, что задержанные вскоре были освобождены, Таиланд отправил к границе группу военнослужащих, которые вступили на участок территорию Камбоджи и заняли позиции в районе храмового комплекса. Таиландские крестьяне стали восстанавливать блиндажи вдоль границы, а сами Таиланд и Камбоджа привели свои войска в боевую готовность. На встрече, состоявшейся спустя несколько дней, министры иностранных дел обоих государств договорились отвести с границы 800 камбоджийских и 400 тайских солдат.

### Октябрьские столкновения
3 октября несколько тайских солдат, по официальной версии Камбоджи, проникли на соседнюю территорию, что вызвало перестрелку на территории храмового комплекса Прэахвихеа, продлившуюся три минуты. В результате боестолкновения было ранено двое тайских и один (по данным Таиланда три) камбоджийский солдат. На следующий день представители двух стран встретились на спорной пограничной территории из-за обвинений, что каждая сторона вызвала обстрел границы.
Для переговоров по решению конфликта Бангкок отправил в Камбоджу министра иностранных дел Сомпонга Амонвивата, который получил от премьер-министра Камбоджи Хун Сена ультиматум Таиланду, с требованием отозвать войска из спорной пограничной области к полудню 14 октября, в противном случаи камбоджийская армия превратит район конфликта в «зону смерти». Премьер-министр обвинил его страну в том, что тайские войска продвинулись на пограничной области в попытке занять камбоджийскую землю рядом с Прэахвихеа. В ответ глава внешнеполитического ведомства Таиланда дал понять, что его страна не намерена выводить свои войска. Тем временем к границе были посланы новые отряды камбоджийской армии.
15 октября между камбоджийскими и тайскими вооружёнными силами в пограничной области храмового комплекса произошла перестрелка, длившиеся около 10 минут, в результате которой погибли 2 камбоджийских солдат и трое были ранены; ещё пять тайских военнослужащих получили ранения. По официальной версии Таиланда огонь был открыт камбоджийской стороной в то время, когда тайские военнослужащие патрулировали границу. После этого инцидента обе конфликтующие стороны начали стягивать свои войска к границе, что серьёзно осложнило обстановку в зоне конфликта. ВВС и ВМС Таиланда были приведены в боеготовность. Нарастание напряжённости между двумя государствами вынудило дипломатов искать решения выхода из конфликта.

## Примирение
На встрече, проходившей в Пекине 24 октября, премьер-министры Таиланда и Камбоджи договорились избегать военного противостояния и подписали соответствующее соглашение.
В 2009 году на границе между государствами вновь вспыхнул конфликт.